# دار العلوم الدينية (مكة المكرمة)
دار العلوم الدينية مدرسة تهتم بالعلوم الدينية افتتحت في مكة المكرمة عام 1353 هـ. أنشأها مجموعة من المسلمين المنحدرين من أصل إندونيسي، وكان على رأسهم السيد محسن المساوى، الذي قدم إلى مكة المكرمة في عام 1340 هـ لأداء فريضة الحج ثم التحق بالمدرسة الصولتية ودرس بها حتى تخرج منها عام 1347 هـ، وكان معلمًا في نفس المدرسة قبل أن يفتتح دار العلوم الدينية. كان للمساوى الدور الأكبر في إنشاء مدرسة دار العلوم الدينية حيث صدر أمر كريم بإنشائها برقم 4/2/70 وتاريخ 16 شوال 1353هـ. بالإضافة إلى المساوى تعاقب عليها عدة مدراء آخرين تعاونوا في تأسيسها وهم الشيخ زبير فلفلان، والشيخ أحمد منصوري الفقيه، والشيخ محمد ياسين الفاداني.

## هدف إنشاء المدرسة
كان الهدف من إنشاء المدرسة نشر تعاليم الدين الإسلامي وعقيدة السلف الصالح؛ لذا اهتمت بغرس حب القيام بالواجبات الدينية في نفوس طلابها الذين كان غالبيتهم يفدون إليها من بلدان جنوب شرق آسيا وبعد تخرجهم يعودون إلى بلادهم لنشر ما تعلموه.

## مراحل المدرسة التعليمية وطلابها
كان عدد طلاب المدرسة لدى افتتاحها حوالي 170 طالبا، وما لبثوا في ازدياد في السنين التالية. تخرج طلابها ليعملوا قضاة ووعظة وأئمة ومفتين في إندونيسيا وغيرها، وبحلول عام 1938، توجه العديد من خريجيها إلى الأزهر لإكمال دراستهم الجامعية.
عندما افتتحت المدرسة احتوت على عدد من المراحل الدراسية وهي:
- المرحلة التحضيرية/ ومدة الدراسة بها ثلاث سنوات.
- المرحلة الابتدائية/ ومدة الدراسة بها أربع سنوات.
- المرحلة الثانوية/ ومدة الدراسة بها ثلاث سنوات.
- المرحلة العالية/ ومدة الدراسة بها سنتان.

وفي وقت لاحق حدثت بعض التغييرات في نظام المراحل الدراسية:
- ألغيت المرحلة التحضيرية وأدمجت مع المرحلة الابتدائية وصارت مدة الدراسة بها ست سنوات وذلك عام 1362هـ.
- استمرت مدة الدراسة في المرحلتين الثانوية والعالية كما هي، ولكن أصبحت تسبق المرحلة الثانوية سنة واحدة سميت بالسنة التجهيزية أو الإعدادية.
- ألغيت السنة التجهيزية وصارت الدراسة في المرحلة الثانوية أربع سنوات وكان ذلك عام 1374هـ.

ومن التغييرات التي طرأت على نظام المراحل الدراسية:
المرحلة الابتدائية:
بلغت مدة الدراسة فيها ست سنوات، وجاءت المناهج الدراسية لهذه المرحلة متوافقة مع مناهج وزارة المعارف للمرحلة الابتدائية، وكانت قبل ذلك تطبق مناهج مديرية المعارف العمومية قبل أن تلغى في المرحلتين الابتدائية والتحضيرية.
ومن الصعوبات التي واجهت المدرسة في هذه المرحلة:
- ضعف إمكانات المدرسة المالية؛ لذا لم تتمكن من توفير الوسائل التعليمية الضرورية.
- ضعف مستوى الطلاب الدراسي بسبب؛ ضعف مستواهم في اللغة العربية كونها ليست لغتهم الأصلية.

المرحلة الثانوية:
بلغت مدة الدراسة فيها أربع سنوات وفي السنة الأخيرة يتم التركيز على العلوم الدينية واللغة العربية، ومناهجها متوافقة مع مناهج وزارة المعارف، ويستطيع الطالب فيها في نهاية السنة الثالثة اجتياز اختبار شهادة الكفاءة.
المرحلة العالية:
وبلغت مدة الدراسة بها سنتان، وتركز مناهجها على اللغة العربية والعلوم الدينية، ومما يؤخذ على مناهجها الضعف في العلوم الرياضية والمواد الاجتماعية، " ولا يوجد لشهادة هذا القسم شهادة معادلة في مدارس وزارة المعارف. ولكن بإمكان خريجه أن يلتحق بالأزهر بمصر"، وبدأ الالتحاق بالأزهر منذ عام 1357هـ، وقامت العديد من الجامعات العربية بالاعتراف بشهادة مدرسة دار العلوم الدينية بناء على اعتراف الأزهر بها. فالأزهر يعادل الشهادة الختامية لمدرسة دار العلوم الدينية في الثانوية الأزهرية.